# Hooibergen (buurtschap)
Hooibergen (Fries: Heaburgen) is een buurtschap en streek in de gemeente De Friese Meren, in de Nederlandse provincie Friesland. De buurtschap ligt ten zuiden van Sondel en ten oosten van Nijemirdum aan de gelijknamige weg.
De buurtschap werd vanaf 1530 vermeld, als Hoeyberghe, Hoybergen, De Hooy Bergen en de Friese variant Habergen. De huidige Friestalige naam Heaburgen is waarschijnlijk een interpretatiefout. De plaatsnaam kan duiden op een hooimijt, of een heuvel waarop gras werd gedroogd.
Tot 1 januari 1984 lag Hooibergen in de gemeente Gaasterland waarna de plaats tot 2014 in de gemeente Gaasterland-Sloten lag.
Hoofdplaats: Joure     Stad: Sloten

Dorpen en gehuchten: Akmarijp · Bakhuizen · Balk · Bantega · Boornzwaag · Broek · Delfstrahuizen · Dijken · Doniaga · Echten · Echtenerbrug · Eesterga · Elahuizen · Follega · Goingarijp · Harich · Haskerhorne · Idskenhuizen · Kolderwolde · Langweer · Legemeer · Lemmer · Mirns · Nijehaske · Nijemirdum · Oldeouwer · Oosterzee · Oudega · Oudehaske · Oudemirdum · Ouwster-Nijega · Ouwsterhaule · Rijs · Rohel · Rotstergaast · Rotsterhaule · Rottum · Ruigahuizen · Scharsterbrug · Sint Nicolaasga · Sintjohannesga · Snikzwaag · Sondel · Terhorne · Terkaple · Teroele · Tjerkgaast · Vegelinsoord · Wijckel

Buurtschappen: Ballingbuur · Bargebek · Boornzwaag over de Wielen · Brekkenpolder · Commissiepolle · De Rijlst · Delburen · Finkeburen · Heide · Hooibergen · Nieuw Amerika · Onland · Schoterzijl (deels) · Schouw · Spannenburg · Tacozijl · Trophorne · Tweehuis · Vierhuis · Vrisburen · Westerend-Harich · Zevenbuurt

Friesland: Steden en dorpen      Nederland: Provincies · Gemeenten